# 拉斯·維比
拉斯·維比（丹麥語：Lasse Vibe；1987年2月22日—）是一位丹麥足球運動員。在場上的位置是前鋒。他現在效力於丹麥足球超級聯賽球隊中日德兰。他也代表丹麥國家足球隊參賽。